# Azja Wschodnia
Azja Wschodnia

| Powierzchnia             | 11 839 074 km²                                                                                                |
| Liczba ludności          | 1 575 784 500                                                                                                 |
| Gęstość zaludnienia      | 133 osób na km²                                                                                               |
| Kraje i terytoria        | Chińska Republika Ludowa · Hongkong · Japonia · Makau · Mongolia · Korea Północna · Korea Południowa · Tajwan |
| Języki i rodziny języków | chiński, japoński, koreański i wiele innych                                                                   |
| Nominalny PKB (2010)     | 12,836 biliona USD                                                                                            |
| PKB per capita (2010)    | 8155 USD |
| Strefy czasowe           | Od UTC +7:00 (zachodnia Mongolia) do UTC +9:00 (Japonia i Półwysep Koreański)                                 |
| Stolice                  | Pekin Pjongjang Seul Tajpej Tokio Ułan Bator                                                                  |
| Inne większe miasta      | Pusan Kanton Hongkong Gaoxiong Makau Osaka Szanghaj Jokohama                                                  |

Azja Wschodnia – region Azji, którego obszar i granice można określić w ujęciu geograficznym lub kulturowym. W ujęciu geograficznym i geopolitycznym obejmuje obszar o powierzchni około 12 000 000 km², czyli około 28 procent kontynentu Azji, obszar o około 15 procent większy niż obszar Europy.
Ponad 1,5 mld ludzi, około 38% ludności Azji, czyli blisko 23% wszystkich ludzi na świecie, żyje w regionie geograficznym Azji Wschodniej. To ponad dwa razy więcej niż wynosi ludność Europy. Region jest jednym z największych na świecie obszarów gęsto zaludnionych, średnia gęstość zaludnienia wynosi 133 mieszkańców na kilometr kwadratowy i jest około trzy razy wyższa od średniej światowej, która wynosi 45 osób/km², mimo tego że Mongolia ma najniższą gęstość zaludnienia spośród wszystkich niepodległych państw. Według podziału na regiony świata stosowanego przez ONZ pod względem zaludnienia, zajmuje ona drugie miejsce, ustępując tylko Azji Południowej.
W historii regionu wyraźnie daje się zauważyć, że wiele społeczeństw Azji Wschodniej było częścią chińskiego kręgu kulturowego, w którym słownictwo oraz pisownia często pochodziły od klasycznego języka chińskiego i chińskiego pisma.
Czasami używane jest też określenie Azja Północno-Wschodnia – w odniesieniu do obszaru obejmującego Japonię, Koreę Północną i Koreę Południową.
Główne religie to buddyzm (głównie mahajana), konfucjanizm, taoizm, chińskie religie ludowe w Chinach, shintō w Japonii, szamanizm w Korei, Mongolii i inne rdzenne kulty ludności północnej części Azji Wschodniej, a także chrześcijaństwo w Korei Południowej. Kalendarz chiński jest źródłem, od którego pochodzi wiele innych wschodnioazjatyckich kalendarzy.

## Zobacz też

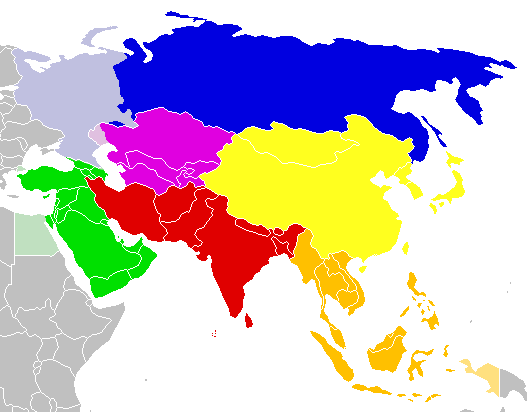
Porównanie regionów Azji według podziału stosowanego przez ONZ:
Azja Północna
Azja Środkowa
Azja Zachodnia
Azja Południowa
Azja Wschodnia
Azja Południowo-Wschodnia

## Dane geograficzne

### Ludność
| Państwo lub terytorium        | Powierzchnia w km² | Liczba ludności | Gęstość zaludnienia osoby/km² | HDI (2010)  | Stolica    |
| ----------------------------- | ------------------ | --------------- | ----------------------------- | ----------- | ---------- |
| Chińska Republika Ludowa      | 9 671 018          | 1 342 612 968   | 138                           | 0,663       | Pekin      |
| Hongkong                      | 1104               | 7 055 071       | 6390                          | 0,862       | –          |
| Japonia                       | 377 944            | 127 470 000     | 337                           | 0,884       | Tokio      |
| Makau                         | 29                 | 541 200         | 18 662                        | brak danych | –          |
| Mongolia                      | 1 564 116          | 2 736 800       | 2                             | 0,622       | Ułan Bator |
| Korea Północna                | 120 540            | 23 906 000      | 198                           | brak danych | Pjongjang  |
| Korea Południowa              | 100 140            | 50 062 000      | 500                           | 0,877       | Seul       |
| Republika Chińska na Tajwanie | 36 191             | 23 119 772      | 639                           | 0,943       | Tajpej     |

### Gospodarka
| Państwo lub terytorium        | Produkt krajowy brutto (PKB) – nominalny w milionach USD (2010) | PKB per capita w USD (2010) | PKB realny w milionach USD (2010) | PKB realny per capita w USD (2010) |
| ----------------------------- | --------------------------------------------------------------- | --------------------------- | --------------------------------- | ---------------------------------- |
| Chińska Republika Ludowa      | 5 745 133                                                       | 4283                        | 10 084 369                        | 7518                               |
| Hongkong                      | 226 485                                                         | 31 799                      | 322 486                           | 45 277                             |
| Japonia                       | 5 390 897                                                       | 42 325                      | 4 308 627                         | 33 828                             |
| Makau                         | 26 184                                                          | 47 607                      | 23 582                            | 42 876                             |
| Mongolia                      | 5807                                                            | 2111                        | 10 256                            | 3727                               |
| Korea Północna                | 27 820                                                          | 1159                        | 40 000                            | 1800                               |
| Korea Południowa              | 986 256                                                         | 20 165                      | 1 457 063                         | 29 791                             |
| Republika Chińska na Tajwanie | 426 984                                                         | 18 303                      | 810 487                           | 34 743                             |